# Amoeba (geslacht)
Amoeba (spreek uit als 'ameuba', uit het Grieks: zonder vorm) is een veelvoorkomend geslacht van eencellige organismen. De typesoort van het geslacht, Amoeba proteus, komt algemeen voor in zoetwater en wordt in scholen en laboratoria veel bestudeerd. Het is een van de best onderzochte geslachten binnen het fylum Amoebozoa.
Amoeben binnen dit geslacht bestaan uit protoplasma met één of meerdere kernen. Het endoplasma (binnenste laagje) is troebel en korrelig terwijl het ectoplasma (buitenste laagje) meestal helder is. De omvang van de cel is afhankelijk van de soort, en varieert tussen de 30 en 800 micrometer.

## Soorten
- Amoeba agilis
- Amoeba biddulphiae
- Amoeba discoides
- Amoeba dubia
- Amoeba gorgonia
- Amoeba guttula
- Amoeba limicola
- Amoeba proteus
- Amoeba radiosa
- Amoeba spumosa
- Amoeba striata
- Amoeba verrocosa
- Amoeba vespertilio